# Таміка
Та́міка (Cisticola) — рід горобцеподібних птахів родини тамікових (Cisticolidae). Майже всі представники цього роду мешкають в Африці на південь від Сахари, один вид мешкає на Мадагаскарі, а другий в Європі, Азії та Австралії.

## Опис
Таміки — дрібні птахи з середньою довжиною тіла 9–17 см і середньою вагою — 5—29 г. Більшість тамік мають коричневе, непримітне забарвлення. Представники різних видів мало відрізняються за зовнішнім виглядом, однак їх можна відрізнити за вокалізацією.
Самці тамік є полігамними. Самиця будує непримітне, чашоподібне гніздо в густій траві. Деякі види роблять гніздо, скріплюючи зелене листя павутинням та травою. У кладці зазвичай 4 яйця, інкубаційний період триває близько двох тижнів. Таміки часто стають жертвою гніздового паразитизму зозульчака.
Таміки мешкають в різноманітних відкритих середовищах. До таких відносяться, зокрема, водно-болотні угіддя, луки, зокрема заплавні, кам'янисті гірські схили та змінені людиною середовища, такі як узбіччя доріг, поля і пасовиська. Тих представників видів, які віддають перевагу водно-болотним угіддям, можна зустріти в мангрових лісах, у папірусних, очеретяних і рогозових заростях.

## Види
Виділяють п'ятдесят три види:
- Таміка рудощока, Cisticola erythrops
- Таміка співоча, Cisticola cantans
- Таміка товстодзьоба, Cisticola lateralis
- Таміка лісова, Cisticola anonymus
- Таміка голосиста, Cisticola woosnami
- Таміка ангольська, Cisticola bulliens
- Таміка каштановоголова, Cisticola chubbi
- Cisticola bakerorum[4]
- Таміка гірська, Cisticola hunteri
- Таміка танзанійська, Cisticola nigriloris
- Таміка бура, Cisticola aberrans
- Таміка скельна, Cisticola emini
- Таміка боранська, Cisticola bodessa
- Таміка іржастоголова, Cisticola chiniana
- Таміка попеляста, Cisticola cinereolus
- Таміка червоноголова, Cisticola ruficeps
- Таміка гвінейська, Cisticola guinea
- Таміка рудохвоста, Cisticola rufilatus
- Таміка сіроспинна, Cisticola subruficappilla
- Таміка строкатоголова, Cisticola lais
- Таміка смугаста, Cisticola distinctus[5]
- Таміка танайська, Cisticola restrictus
- Таміка білогорла, Cisticola njombe
- Таміка західна, Cisticola marginatus
- Таміка східна, Cisticola lugubris
- Таміка узбережна, Cisticola haematocephalus
- Cisticola anderseni[4]
- Таміка замбійська, Cisticola luapula
- Таміка рудокрила, Cisticola galactotes
- Таміка криклива, Cisticola pipiens
- Таміка заїрська, Cisticola carruthersi
- Таміка лучна, Cisticola tinniens
- Таміка-товстун, Cisticola robustus
- Таміка строката, Cisticola natalensis
- Таміка писклива, Cisticola fulvicapilla
- Таміка кенійська, Cisticola aberdare
- Таміка довгохвоста, Cisticola angusticauda
- Таміка чорнохвоста, Cisticola melanurus
- Таміка саванова, Cisticola brachypterus
- Таміка іржаста, Cisticola rufus
- Таміка руда, Cisticola troglodytes
- Таміка ефіопська, Cisticola nana
- Таміка віялохвоста, Cisticola juncidis
- Таміка тамариксова, Cisticola haesitatus
- Таміка мадагаскарська, Cisticola cherina
- Таміка пустельна, Cisticola aridulus
- Таміка куцохвоста, Cisticola textrix
- Таміка рудошия, Cisticola eximius
- Таміка темнохвоста, Cisticola dambo
- Таміка світлоголова, Cisticola brunnescens
- Таміка болотяна, Cisticola cinnamomeus
- Таміка карликова, Cisticola ayresii
- Таміка золотоголова, Cisticola exilis

## Етимологія
Наукова назва роду Cisticola походить від сполучення слів дав.-гр. κιστις — кошик і лат. cola — мешканець .